# Bankomat

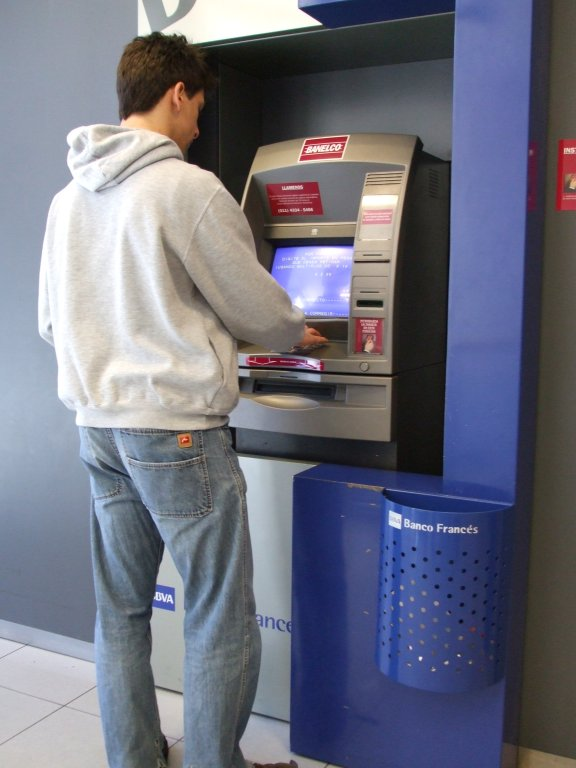
Výběr z bankomatu

Bankomat je samoobslužné zařízení, které vydává držitelům platebních karet peněžní hotovost z běžných nebo úvěrových účtů, popřípadě poskytuje další služby.
Před rozšířením bankomatů byl bezproblémový výběr hotovosti možný pouze na pobočkách stejné banky, u které měl klient vedený účet. Klient tak byl omezen úředními hodinami a rozmístěním poboček banky. (Některé banky mají své pobočky pouze ve větších nebo jen ve velkých městech.) Naproti tomu většina současných bank umožňuje svým klientům vybírat peníze v libovolnou denní i noční dobu, z jakéhokoli bankomatu, které jsou již hojně rozšířeny.

## Historie
První bankomat byl vyvinut a postaven americkým vynálezcem Lutherem Georgem Simjianem. Byl instalován v roce 1939 v New Yorku. První bankomat vydávající hotovost byl umístěn v bance Barclays v Enfieldu (VB) 27. června 1967. Systém DACS (De La Rue Automatic Cash System) přijímal jednorázové poukázky, které si automat ponechal a vydával za ně obálky s deseti librami. Prvním zákazníkem bankomatu byl herec Reg Varney (VB).

### Bankomaty v Česku
První off-line bankomat zprovoznila v lednu 1989 tehdejší Česká státní spořitelna (jen pro vlastní zaměstnance, s denním limitem výběru 1000 Kč, pro veřejnost byl zpřístupněn až od prosince 1989). První on-line bankomat (díky čemuž přijímal všechny karty Eurocard/MasterCard/Cirrus a Eurocheque) byl na území Česka (tehdy Československa) zprovozněn pro Komerční banku 19. února 1992 v Praze na náměstí Republiky (Na Příkopě 28, dnes Česká národní banka).
V roce 1993 bylo v Česku celkem 564 bankomatů, o 10 let později pak již 2669. Nejvyšší počet bankomatů byl v Česku v roce 2019 (celkem 5644), v roce 2021 jich bylo 5583 a v roce 2022 pak 5559. Nejvíce bankomatů provozuje Česká spořitelna (zhruba 1500). Na každého dospělého obyvatele Česka v roce 2021 připadalo v průměru 17 výběrů kartou, průměrná částka při jednom výběru byla přibližně 5600 Kč. Počet platebních transakcí u obchodníků překonal počet výběrů z bankomatů už v roce 2009, objem (hodnota) transakcí u obchodníků překonala výběry z bankomatů poprvé v roce 2019.

## Vybavení bankomatu
Bankomat je vybaven
- čtečkou karet,
- displejem,
- numerickou klávesnicí,
- zařízením pro výstup bankovek
- řídicí jednotkou (počítačem),
- tiskárnou stvrzenek,
- kazetou s bankovkami (bankomat přesně ví, kolik bankovek jaké nominální hodnoty má, aby je mohl vydávat)
- většina současných bankomatů má i zvukový výstup, kterým signalizuje pokyn pro výběr hotovosti nebo poruchu

Řada bankomatů je navíc vybavena kamerou (buď záznamovou nebo CCTV), sledující například, zdali se někde nesnaží k penězům dostat násilím či instalovat prvek pro sledování zákaznických PIN kódů, popř. dalšími technickými zařízeními.
Běžnou praxí je též u bankomatu umístit dodatečné informace, například upozornění, že je bankomat sledován kamerou, doporučení, aby klienti dodržovali diskrétní vzdálenost a svůj PIN zadávali bez přítomnosti jiných osob; ale též adresy nejbližších jiných bankomatů v okolí a – v případě, že by měl bankomat poruchu – kontaktní telefonní čísla na servis.
Průměrná spotřeba bankomatu odpovídá nepřetržitému příkonu necelých 300 W. V zimě je zajišťováno vytápění kvůli zajištění bezproblémového provozu, takže celoroční spotřeba elektřiny se vyrovná spotřebě jedné domácnosti (2,4 MWh). Náklady na pořízení jednoho bankomatu se pohybují od 500 tisíc Kč až přes 1 milión Kč. Naproti tomu náklady na jednoho pokladníka jsou vyšší než 2 milióny Kč ročně.

## Proces výběru
Současné bankomaty jsou napojeny na autorizační systém, který:
- ověřuje pravost informací uložených na platební kartě,
- vyžaduje zadání správného PIN kódu,
- výběr ověří proti dostatečnému zůstatku na účtu.

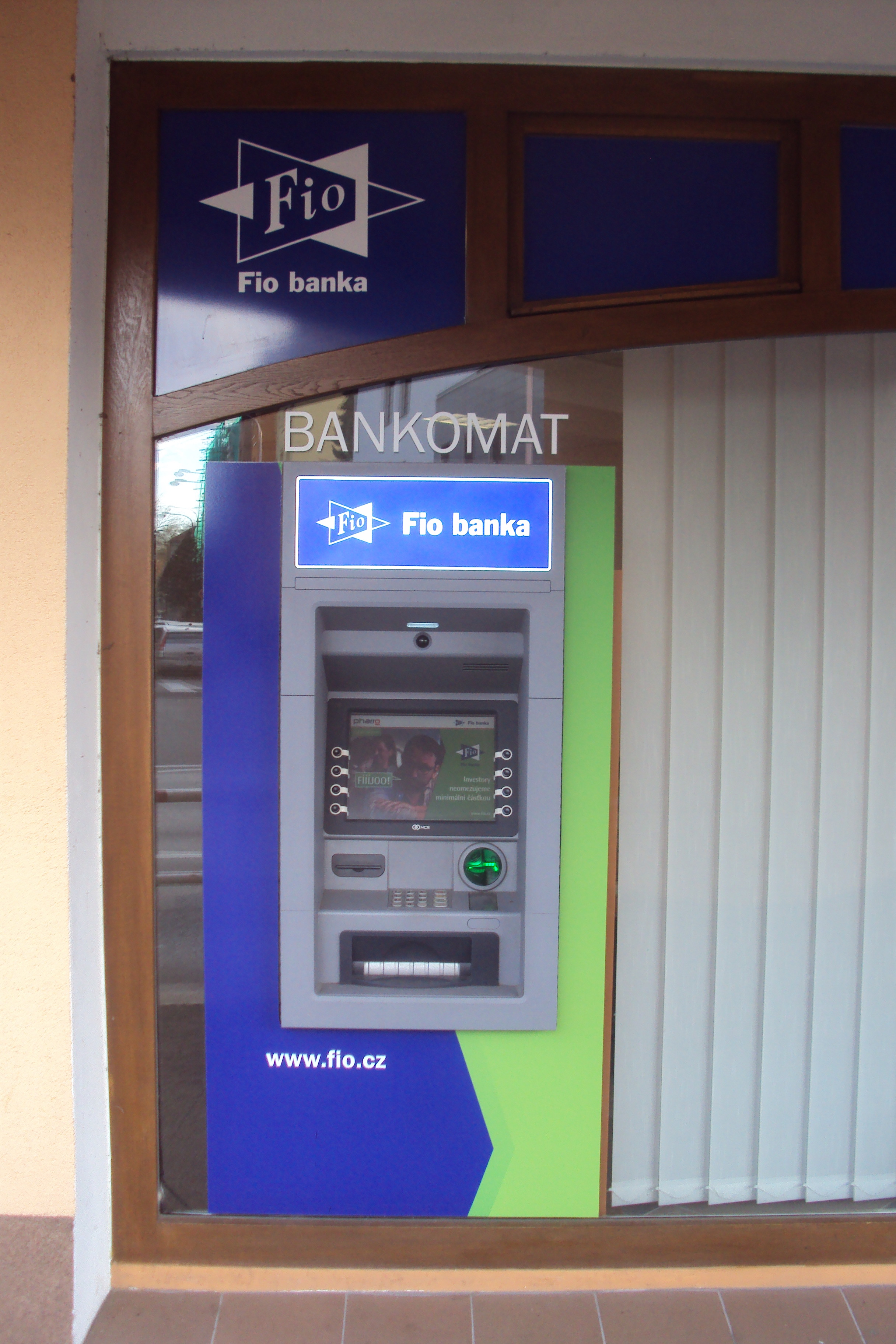
Bankomat Fio banky

Typický výběr probíhá tak, že klient:
- vsune do bankomatu svou platební kartu
- poté typicky vybere jazyk, ve kterém s ním má bankomat komunikovat
- bankomat jej vyzve k zadání PIN kódu
  - po zadání zkontroluje jeho platnost
  - v případě neshody jej vyzve k opakovanému zadání
  - v případě třikrát chybně zadaného PIN kódu kartu zablokuje a „vyplivne“
  - v případě správně zadaného PINu pokračuje dál
- následuje výběr z účtů, které se s klientovou platební kartou mohou pojit
- poté bankomat nabídne hlavní menu, které sestává z typických částek hotovosti, které klienti nejčastěji vybírají, možnost pro zadání jiné částky a další možné funkce (zůstatek na účtu, dobíjení kreditu apod.)
  - v případě dotazu na zůstatek na účtu se bankomat může zeptat, zdali má částku zobrazit na monitoru nebo vytisknout na stvrzenku, a poté, co ji zobrazí/vytiskne, většinou nabídne možnost pokračovat dál ve výběru z hlavního menu
  - v případě dobití kreditu mobilního telefonu bankomat vyzve k zadání čísla, na které má kredit být poslán,
    - poté následuje kontrola vůči zůstatku na účtu nebo případného čerpání do záporných hodnot (viz dále) a v případě nedostatku finančních prostředků na účtu bankomat reaguje zobrazením chybové hlášky a možností pokračovat z hlavního menu; v opačném případě zašle kredit
    - v případě úspěšného zaslání kreditu bankomat většinou nabízí možnost pokračovat

  - u výběru hotovosti bankomat vyzve k zadání částky hotovosti, kterou má vydat (s možností opravy)
    - bankomat tuto částku poté porovnává podle několika kritérií:
      - banky běžně nabízejí svým klientům možnost stanovit pro výběr ze své karty denní a/nebo týdenní limit – pokud je tento překročen, bankomat zobrazí odpovídající chybovou hlášku a nabídne možnost zadat jinou částku či stornovat celý proces výběru
      - některé banky nabízejí u některých účtů svým klientům čerpat ze svého účtu do záporných hodnot (omezených určitou nastavenou hranicí); v případě, že částka spadá do tohoto intervalu, bankomat pokračuje dál, v opačném případě zobrazí chybovou hlášku a vyzve k opětovnému zadání vybírané částky
      - u účtů, které čerpání do záporné částky neumožňují, bankomat striktně porovnává zadanou částku se zůstatkem na účtu; v případě, že klient vybírá více než na účtu má, jej na to upozorní a nabídne možnost zadání nové částky
      - bankomaty v drtivé většině případů vydávají bankovky pouze od určité hodnoty (nevydávají hotovost v mincích ani v příliš nominálně malých bankovkách – v případě bankomatů v Česku jsou to typicky násobky 100, 200 nebo 500 Kč) – pokud klient zadá částku, kterou má bankomat instruováno nevydávat, pak tuto skutečnost oznámí, popřípadě ještě nabídne nejbližší nižší a vyšší částku, kterou může vydat, a vyzve klienta k výběru z těchto dvou nebo zadání nové částky či kroku zpět do hlavního menu
      - může se též stát, že bankomat fyzicky nemá dostatek bankovek nominální hodnoty potřebný k vydání – v takových případech to klientovi oznámí (a některé bankomaty zároveň nabídnou nejbližší nižší nebo vyšší částky, které jsou schopny vydat) a vyzve ho k opětovnému zadání částky. (Současně může bankomat sám kontaktovat servis své banky o nedostatku bankovek pro případné doplnění.)

    - po úspěšném ověření, že může hotovost vydat, se bankomat ještě zeptá, zdali klient chce stvrzenku
    - poté bankomat ze zásobníků bankovek vytvoří kombinaci odpovídající zadané částce. Některé „chytřejší“ bankomaty mají naprogramováno u částek, které by mohly být vydány bankovkami neprakticky velké nominální hodnoty tuto částku automaticky rozměnit (například u částky 5000 Kč nevydat pětitisícikorunu, ale bankovky o hodnotách 2000, 2000, 500, 200, 200 a 100 Kč).
    - po výběru kombinace bankovek je bankomat seřadí do štočku, který vysune k dispozici pro odebrání klientem. Současně na displeji zobrazí hlášku, aby klient hotovost odebral (může být doprovázena i zvukovým signálem – „pípáním“). Bankovky jsou drženy ve speciálním zařízení, které je schopno poznat, zda byly či nebyly klientem odebrány. Bankovky jsou takto nabízeny jen po určitou dobu (typicky 1-2 minuty) a pokud nejsou v tomto intervalu odebrány, bankomat je zasune zpět a akci stornuje (tj. k odečtení částky z účtu klienta nedojde).
    - po odebrání hotovosti bankomat vydá kartu (u některých bankomatů to udělá již před odebráním) a případně (pokud tak klient chtěl) vytiskne stvrzenku, kterou mu nabídne jako doklad o výběru a proces komunikace s klientem ukončí
    - v případě jakékoli jiné chyby při procesu výdeje hotovosti bankomat tuto skutečnost oznámí a akci stornuje
- v případě obecné (například technické) chyby bankomat neumožní výběr a popřípadě automaticky hlásí svoji poruchu své bankovní pobočce

Monitor současných bankomatů v době, kdy z něj nikdo nevybírá, a též u některých časově náročnějších operací (jako ověřování PIN kódu) zobrazuje různé akční nabídky nebo nově zavedené služby své klientské banky – slouží tak tedy jako atypické reklamní médium.

### Chybný PIN
PIN kód je většinou čtyřmístné číslo, které musí klient, vybírající peníze ze svého účtu, při výběru z bankomatu zadat. Představuje tak další opatření proti odcizení jeho platební karty, neboť pomocí samotné karty nebude zloděj schopen se k penězům na účtu dostat. PIN kód by si měl klient ihned zapamatovat a nosit jej pouze „v hlavě“. V ojedinělých případech klienti svůj PIN kód nosí zapsaný na papírcích ve svých peněženkách nebo přímo zapsaný na kartě, což se považuje za hrubou bezpečnostní chybu.
Při zadání chybného PIN bankomat většinou umožní typicky dvě další možnosti opravy. Po třetím chybném zadání se karta zablokuje a možnost ji odblokovat má klient pouze na pobočce své klientské banky.

### Expirace
Platební karty jsou vydávány na dobu omezenou, typicky na několik let. Při výběru na kartu s prošlou platností se bankomat typicky zachová tak, že kartu po zasunutí „spolkne“ a zobrazí vysvětlující chybovou hlášku o prošlosti doby platnosti karty a možnosti získat novou (popřípadě vyřešení celé situace) na pobočce klientovy banky. Samotné klientské banky ovšem tuto situaci nenechávají dojít až do této fáze, expiraci platebních karet svých klientů sledují a několik týdnů před vypršením platnosti klientovi zašlou dopis, ve kterém jej o expiraci informují, popřípadě v něm rovnou zasílají kartu novou.

## Další funkce
Současné bankomaty nemusejí sloužit pouze k výběru peněz… Jejich druhou nejvyužívanější funkcí je informování klienta o zůstatku na jeho účtu.
Od začátku 90. let přibyly postupně i další funkce:
- Dobíjení kreditu na mobilním telefonu.
- Změna PIN kódu.
- Podání příkazu k úhradě.
- Transfery peněz mezi svými účty i zcela obecný bankovní převod na jiný účet.
- Některé bankomaty (České spořitelny) umějí zaplatit složenku SIPO pomocí čtečky čárového kódu
- Existují i tzv. vkladové bankomaty. V Česku je nabízí finanční instituce jako jsou ČSOB, Česká spořitelna, Poštovní spořitelna, UniCredit Bank, Moneta Money Bank, mBank a Air Bank.[4]